# 1-азидо-3,3-диметилбутен-1
1-Азидо-3,3-диметилбутен-1 — органическое соединение, принадлежащее к классу органических азидов. В органическом синтезе используется для проведения реакции аминирования.

## Получение
1-Азидо-3,3-диметилбутен-1 получают региоселективным присоединением IN3 к трет-бутилэтилену с последующим отщеплением HI под действием трет-бутилата калия.
{\displaystyle {\mathsf {Me_{3}C\!\!-\!\!CH\!\!=\!\!CH_{2}{\xrightarrow[{ICl}]{NaN_{3}}}Me_{3}C\!\!-\!\!CHI\!\!-\!\!CH_{2}N_{3}{\xrightarrow[{}]{tBuOK}}Me_{3}C\!\!-\!\!CH\!\!=\!\!CHN_{3}}}}

## Химические свойства
1-Азидо-3,3-диметилбутен-1 вступает в реакции аминирования реактивов Гриньяра и литийорганических соединений. На первой стадии металлорганический реагент реагирует с концевым атомом азота азидной группы, образуя промежуточный винилтриазен, который тут же обрабатывают разбавленной кислотой, и он превращается в амин. В свою очередь, ион винилдиазония гидролизуется до альдегида или кетона. Продукт легко выделяется благодаря экстракции кислотой. В данной реакции применяют и другие винилазиды, например α-азидостирол, хотя теоретически реакция с любым органическим азидом может привести
к аминированию литий- или магнийорганического реагента.
Простейшие алкиллитиевые реагенты реагируют с 1-азидо-3,3-диметилбутеном-1 особым образом: кислотное разложение триазена приводит к образованию соли алкандиазония и енамина, которые далее реагируют с образованием альдегида.
{\displaystyle {\mathsf {Me_{3}C\!\!-\!\!CH\!\!=\!\!CHN_{3}{\xrightarrow[{2.H_{3}O^{+}}]{1.MeLi}}Me_{3}C\!\!-\!\!CH\!\!=\!\!CHNH_{2}+MeN_{2}^{+}\rightarrow Me_{3}C\!\!-\!\!CH(CH_{3})\!\!-\!\!CHO}}}